# Пукханган
Пукханга́н (кор. 북한강, 北漢江, Bukhan-gang, река Пукха́н) — река в Корее, приток Хангана. Длина реки — 482 км. Площадь водосборного бассейна — 23,292 км²..
Название Пукхан означает «северная Хан».

## География
Берёт исток в горах Кымгансан, протекает по провинции Канвондо в КНДР, пересекает границу по демилитаризованной зоне и протекает по территории уезда Хвачхон провинции Канвондо (Южная Корея), далее по провинции Кёнгидо в Южной Корее.
Притоки:
- Анбён-Намдэчхон (на территории Северной Кореи)
- правые: Соянган, Янгу.

В среднем течении реки расположен город Чхунчхон.
Сливаясь с рекой Намханган, Пукханган образует озеро, из которого вытекает река Ханган.

## История
До 1940-х годов река Пукхан была также водным путём между Чхунчхоном и Сеулом. Вверх по реке перевозили соль из Сеула, вниз — зерно, собранное в качестве налога из провинции Канвон-до.

## Дамбы и водохранилища

### Чхонпхён
В результате постройки дамбы Чхонпхён (청평댐) в 1943—1944 годах появилось озеро Чхонпхёнхо (청평호반) с островами Чарасо́м (자라섬) и Нами-со́м (남이섬). Сейчас это уезд Капхён провинции Кёнгидо.
- Намисом — остров в форме полумесяца[5]. Остров назван в честь генерала Нами (1441—1468), служившего корейскому королю (вану) Седжо. Площадь острова 462809 кв. м. Сейчас на острове расположен экологический парк отдыха и развлечений (проезд автомобилей на остров запрещён, запрещено готовить еду на открытой местности и устанавливать палатки). На остров можно добраться по канатной дороге[6] или паромом.
- Чарасом — «черепаховый остров» обращён на гору, которая по своему внешнему виду напоминает черепаху, отсюда и происходит название. Расположен в 800 м от Намисома. На Чарасоме тоже расположен парк отдыха и развлечений, но туда можно добраться на автомобиле[7][8].

### Пхарохо
В 1938 году Японская империя начала строительство гидроэлектростанции Хвачхон в поселении Куман. До начала Корейской войны гидроэлектростанция находилась под контролем КНДР, а после завершения войны (1953 г.) была восстановлена и реконструирована. Объём выработки энергии составляет 105 тысяч киловатт.
Пхарохо (파로호, озеро Пхаро) — искусственное озеро, появившееся при создании дамбы Хвачхон в 1944 году. Озеро площадью 38.9 км² может вмещать до миллиарда тонн воды. Находится в уезде Хвачхон провинции Канвондо (Южная Корея). На берегу этого озера в 1955 году по распоряжению тогдашнего президента Республики Корея Ли Сынмана была построена загородная президентская резиденция. В озере водятся различные рыбы: сазан, карась, щука и т. д. Территория озера Пхарохо находится под защитой государства с целью охраны исторических реликвий, найденных при археологических раскопках. Также на берегу озера обнаружено место обитания мандаринской утки. В верхнем течении расположена «Дамба мира» («Плотина мира»).